# Java Development Kit
JDK, Java Development Kit, Sun Microsystems Open Source miljö för framtagning av Java-tillämpningar. JDK kan laddas ned avgiftsfritt över Internet och innehåller kompilator, klassbibliotek, exekveringsmiljön JRE Java Runtime Environment.
JDK innehåller bidrag från flera industriföretag.
Java och fri tillgång till JDK var den viktigaste anledningen till att få IT-industrin att enas bakom gemensam teknologi och standarder, samt för att bryta ner monopol av vissa tillverkare, bland annat Microsoft. Till en början deltog Microsoft i samarbetet med en egen Java-dialekt Visual J++ och egen JDK, men hoppade av och satsade på den egna teknologin C# och .NET.